# Tanzániai bóbitásantilop
A tanzániai bóbitásantilop (Cephalophus spadix) az emlősök (Mammalia) osztályának párosujjú patások (Artiodactyla) rendjébe, ezen belül a tülkösszarvúak (Bovidae) családjába és a bóbitásantilop-formák (Cephalophinae) alcsaládjába tartozó faj.

## Előfordulása, élőhelye
A faj Tanzánia endemikus faja. Megtalálható Tanzánia néhány hegyi és egy síkvidéki erdejében, az Eastern Arc Mountains, a  Kilimandzsáró Nemzeti Park és a Déli Magasföld területén. Valószínűleg a Kilimandzsáró hegyen és az Udzungwa hegységben él a faj utolsó két, még életképes populációja. Főként a sűrű erdőkben található meg. Többnyire az 1300 és 2700 m közötti magasságon belül fekvő területeken fordul elő, de akár 4000 m magasra is felhatol. Megtalálható a primér valamint másodlagos erdőkben, időnként legelőkön is.

## Megjelenése
Ennek a rejtőzködő életmódot folytató antilopfajnak egy példányát először 2003-ban fényképezték le automatikus fényképezőgép segítségével.
A tanzániai bóbitásantilop egyike a nagy testű bóbitásantilop-féléknek. Testtömege 50–60 kg, testhossza 100–140 cm. Marmagasága 60–70 cm, farkának hossza 8–13 cm. Zömök testalkatú faj, lábai viszonylag rövidek, nyaka vaskos.
Testének nagy részét sima, fényes, sötét gesztenyebarna és fekete árnyalat közötti szőrzet borítja.  Hasa, oldalának alsó része, lábának belseje világosabb barna színezetű, gyakran vöröses árnyalattal. Hátán, közvetlenül farkának töve felett egy kis méretű, világosszürke folt látható. Bojt nélküli farkának csúcsa fehér színű.  
Pofája ék alakú, széles, lapos orrban végződik, orrcsúcsa enyhén szája fölé lóg. Pofarajzolata nem jellegzetes, pofája általában halványszürkés, homloka sötétbarna. Feje tetején feltűnő, gesztenyebarna bóbita látható, melynek csúcsa néha fekete. Fülének hossza elérheti a 10 cm-t.
Mindkét ivarú egyednek szarva van, melyek a homlokbóbita két oldalán nőnek. Más bóbitásantilop-félékkel összehasonlítva a szarvak jól fejlettek, hosszúak, vékonyak, tövüknél nem található jellegzetes vastagodás. A szarvak hossza 8–12 cm.   

## Életmódja
Nagyon kevés adat áll rendelkezésre ennek a nagy méretű ámbár félénk bóbitásantilopnak az életmódjáról. A fő élőhelye a sűrű hegyvidéki erdők, és magasan elterülő mocsaras területek, ámbár egyes példányokat bozótosokban is megfigyeltek. A tanzániai bóbitásantilop főként a nedves, mocsaras területeket kedveli, ezért általában a hegységek keleti lejtőin található meg.
A fajt csak az utóbbi időben sikerült lefényképezni automatikusan exponáló fényképezőgépek segítségével. A tanzániai bóbitásantilop elsősorban éjszakai életmódot folytat, nappal a sűrű aljnövényzetben pihen. Ezt a tényt az automatikus fényképezés is megerősítette, mivel az állatokat főként az éjszakai órákban sikerült lefényképezni.
A tanzániai bóbitásantilop, rejtőzködő életmódja ellenére a ragadozók zsákmányául eshet. 
A fiatal egyedeket megfoghatják a koronás sasok (Stephanoaetus coronatus) és a pitonok, a faj minden korú egyede zsákmányul eshet a leopárdnak (Panthera pardus), oroszlánnak (Panthera leo) és a foltos hiénának (Crocuta crocuta).

### Táplálkozása
A tanzániai bóbitásantilop rejtőzködő életmódja miatt kevés adat áll rendelkezésre a faj viselkedéséről. Megfigyelték, amint az erdő alsó szintjén levelekkel táplálkozik, továbbá erdei tisztásokon legelészik. Ezen táplálékok mellett gyümölcsöket is fogyaszt. Az egyik automatikus fényképezőgép által rögzített képen a tanzániai bóbitásantilop éppen egy kétéltűt tart a szájában, ez megerősíti azt az információt, hogy a bóbitásantilopok időnként élő állatra is vadásznak.

## Szaporodása
Ennek a fajnak a szaporodásáról még semmiféle információ nem áll rendelkezésre. Egyetlen rögzített adat, hogy szeptemberi időszakban nem találtak fiatal egyed jelenlétére utaló jeleket. Valószínűsítik, hogy szaporodási szokásai hasonlók a sárgahátú bóbitásantilopéhoz.

## Természetvédelmi helyzete
A tanzániai bóbitásantilop a Természetvédelmi Világszövetség (IUCN) osztályozása szerint veszélyben lévő faj. Elterjedési területe nagymértékben korlátozott, ezért különösen veszélyezteti élőhelyének a fakitermelés, valamint az emberi települések növekedése miatti elvesztése. A vadászat szintén nagy fenyegetést jelent a fajra nézve. A faj létszámát kevesebb, mint 1500 egyedre teszik, megmaradása elsősorban a védett területeken múlik. A két legfontosabb védett terület a Kilimandzsáró Nemzeti Park és az Udzungwa-hegység Nemzeti Park. Egyedsűrűségét az Udzungwa-hegység Nemzeti Parkban négyzetkilométerenként 1,3 egyedre becsülik.